# República Checa en los Juegos Europeos de Minsk 2019
La República Checa participó en los Juegos Europeos de Minsk 2019. Responsable del equipo nacional fue el Comité Olímpico Checo.
El portador de la bandera en la ceremonia de apertura fue el judoka Lukáš Krpálek.

## Medallistas
El equipo de República Checa obtuvo las siguientes medallas:
| Nombre                                                   | Deporte            | Competición                    |
| -------------------------------------------------------- | ------------------ | ------------------------------ |
| Oro                                                      |                    |                                |
| Tomáš Bábek                                              | Ciclismo en pista  | 1 km contrarreloj M            |
| David Kostelecký                                         | Tiro               | Foso M                         |
| Plata                                                    |                    |                                |
| Jan Tesař Barbora Malíková Lada Vondrová Michal Desenský | Atletismo          | Relevo mixto 4 × 400 m         |
| Filip Sasínek Mezuliáníková Patrik Šorm Marcela Pírková  | Atletismo          | Persecución por relevos mixtos |
| Aneta Holasová                                           | Gimnasia artística | Suelo F                        |
| Tomáš Nýdrle                                             | Tiro               | Skeet M                        |
| Nikola Mazurová                                          | Tiro               | Rifle 3 posiciones 50 m F      |
| Bronce                                                   |                    |                                |
| Jarmila Machačová                                        | Ciclismo en pista  | Puntuación F                   |
| Jan Bárta                                                | Ciclismo en ruta   | Contrarreloj M                 |
| Filip Nepejchal                                          | Tiro               | Rifle 10 m M                   |
| Nikola Mazurová                                          | Tiro               | Rifle 10 m F                   |
| Aneta Brabcová Filip Nepejchal                           | Tiro               | Rifle 10 m equipo mixto        |
| Jakub Tomeček Barbora Šumová                             | Tiro               | Skeet equipo mixto             |